# George Bancroft
George Bancroft (Worcester, 3 de outubro de 1800 – Washington, D.C., 17 de janeiro de 1891) foi um historiador e estadista americano, proeminente em sua carreira nos níveis nacional e internacional. Durante seu mandato como Secretário da Marinha dos Estados Unidos, ele fundou a Academia Naval dos Estados Unidos em Anápolis em 1845. Foi um diplomata americano sênior na Europa. Entre seus escritos mais conhecidos está a série magistral, "História dos Estados Unidos, desde a Descoberta do Continente Americano".

## Infância e educação
Sua família se estabeleceu na baía de Massachusetts em 1632, e seu pai, Aaron Bancroft, destacou-se como soldado revolucionário, clérigo unitarista e autor de uma popular biografia de George Washington. Bancroft nasceu em Worcester, Massachusetts e começou sua educação na Phillips Exeter Academy; ingressou no Harvard College aos treze anos de idade. Aos 17 anos, graduou-se em Harvard, na turma de 1817, e foi estudar na Alemanha. No exterior estudou nas universidades de Heidelberg, Göttingen e Berlim. Em Göttingen, onde residiu por dois anos, estudou Platão com Arnold Heeren; história com Heeren e Gottlieb Jakob Planck; árabe, hebraico, o Novo Testamento em grego e interpretação das escrituras com Albert Eichhorn; ciências naturais com Johann Friedrich Blumenbach; literatura alemã com Georg Friedrich Benecke; literatura francesa e italiana com Artaud e Bunsen, e literaturas grega e romana sob a orientação de Georg Ludolf Dissen, com quem estudou filosofia grega. Em 1820, recebeu seu doutorado na Universidade de Göttingen. Nesta época ele escolheu a história como seu ramo de maior interesse, tendo como justificativa o desejo de descobrir se a observação de massas humanas em ação não levaria, pelo método indutivo, ao estabelecimento das leis da moralidade como ciência. Bancroft terminou sua educação com uma turnê europeia, no curso da qual ele procurou conhecer melhor quase todos os homens distintos no mundo das letras, ciência e arte, incluindo Johann Wolfgang von Goethe, Wilhelm von Humboldt, Friedrich Schleiermacher, Georg Wilhelm Friedrich Hegel, Lord Byron, Barthold Georg Niebuhr, Christian Karl Josias von Bunsen, Friedrich Carl von Savigny, Karl August Varnhagen von Ense, Victor Cousin, Benjamin Constant e Alessandro Manzoni.

## Carreira em educação e literatura
Em 1822 Bancroft retornou aos Estados Unidos e aceitou por um ano o cargo de tutor de grego em Harvard. Ele proferiu vários sermões, o que produziu uma impressão favorável; mas o amor à literatura falou mais forte. Sua primeira publicação foi um volume de poemas. No mesmo ano, em conjunto com Joseph Cogswell, ele abriu a escola de Round Hill em Northampton, Massachusetts. Em 1824 publicou uma tradução da “Política da Grécia Antiga” de Arnold Heeren (Boston), e em 1826 um discurso, no qual defendia o sufrágio universal e a fundação do Estado sobre o poder de todo o povo.
Em 1834, publicou o primeiro volume de sua "História dos Estados Unidos" (Boston). Em 1835 redigiu um discurso para o povo de Massachusetts a pedido da convenção democrática dos jovens, e no mesmo ano se mudou para Springfield, Massachusetts, onde residiu por três anos e completou o segundo volume de sua "História".

## Carreira política

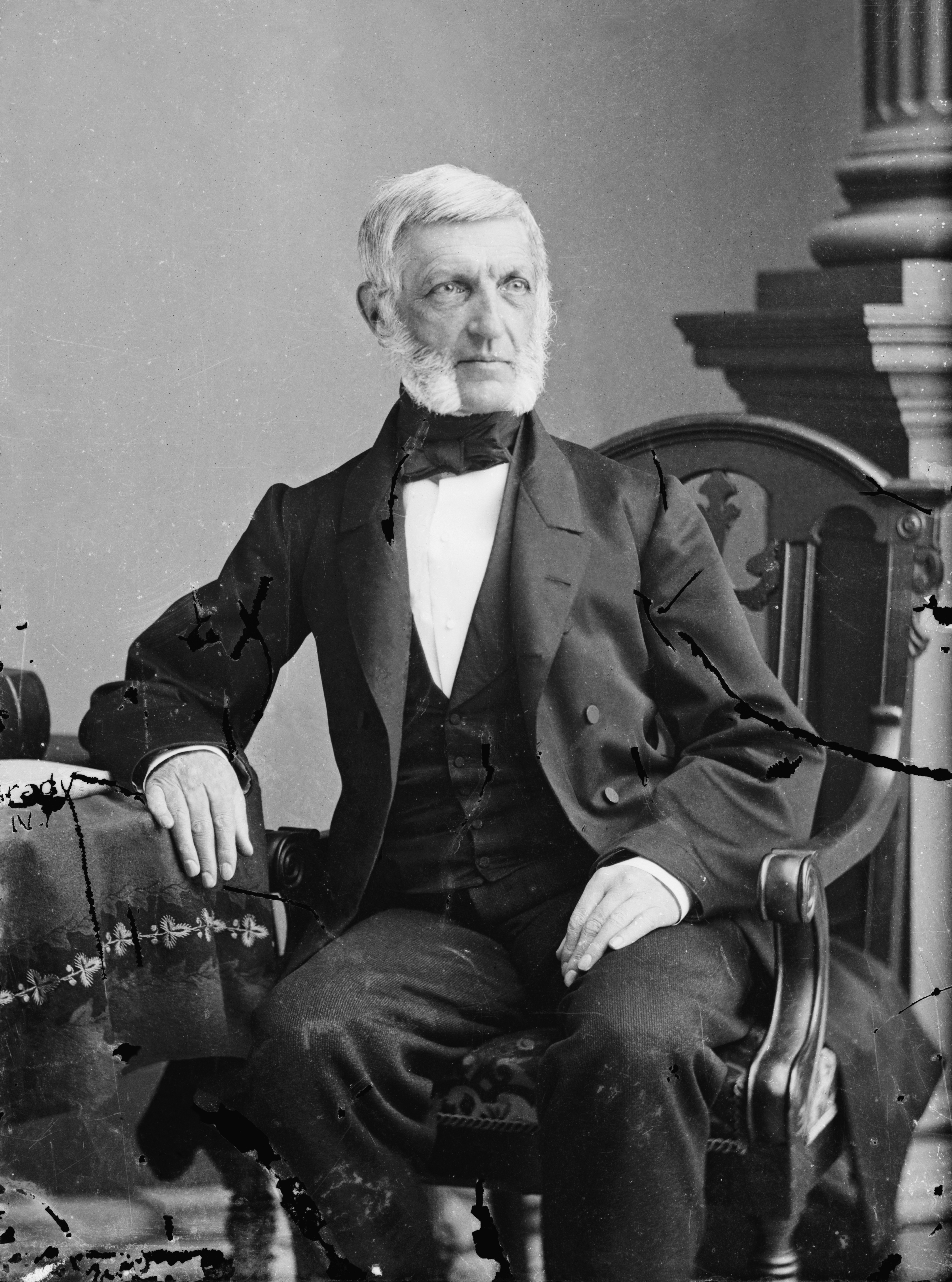
George Bancroft, secretário da Marinha dos Estados Unidos, entre 1855 e 1865, por Mathew Brady

Em 1830, sem o seu conhecimento, foi eleito para a legislatura, mas recusou-se a ocupar seu lugar, e no ano seguinte recusou também uma nomeação, embora certo de que seria eleito, para o Senado estadual. Em 1838 foi nomeado pelo Presidente Van Buren coletor do porto de Boston. Em 1844 foi indicado pelo Partido Democrata para governador de Massachusetts e recebeu uma votação expressiva, embora não suficiente para ser eleito.
Após a ascensão do Presidente Polk, Bancroft tornou-se secretário da Marinha e marcou sua administração pela criação da Academia Naval em Anápolis e por outras reformas e melhorias. Esta instituição foi concebida e completamente posta em funcionamento unicamente pelos esforços de Bancroft, que recebeu para o feito todas as dotações que pediu. O Congresso nunca esteve disposto a criar uma academia naval. Então Bancroft estudou a lei para averiguar os poderes do secretário da Marinha e descobriu que poderia escolher o local onde os cadetes aguardariam ordens; ele também poderia orientar os instrutores a dar lições para eles no mar, e por lei tinha o poder de acompanhá-los até o local de suas residências em terra firme. Com o próximo orçamento, a apropriação do ano para o serviço naval cobriria as despesas, e o secretário da Guerra poderia ceder um base militar abandonada à Marinha. Então, quando o Congresso se reuniu, eles encontraram os cadetes, que não estavam no mar, confortavelmente alojados em Anápolis, protegidos dos perigos da ociosidade e da vida na cidade, e ocupados em um curso regular de estudos. Vendo o que havia sido feito, eles aceitaram a escola, que estava em pleno funcionamento, e concederam dinheiro para os reparos dos edifícios.
Bancroft também foi influente na obtenção de dotações adicionais para o Observatório Naval em Washington e na introdução de alguns novos professores de grande mérito no corpo de instrutores, e sugeriu um método pelo qual a promoção deveria depender não apenas da idade, mas também da experiência e capacidade; mas esse esquema nunca foi totalmente desenvolvido ou aplicado. Enquanto esteve como secretário da Marinha, Bancroft deu a ordem, em caso de guerra com o México, para tomar posse imediata da Califórnia, e constantemente renovou a ordem, enviando-a por todos os canais possíveis para o comandante da esquadra americana no Pacífico; e isto foi totalmente levado a efeito antes de deixar o departamento da Marinha. Nenhuma ordem, até onde se sabe, foi emitida de qualquer outro departamento para tomar posse da Califórnia. Durante seu mandato, ele também atuou como secretário da Guerra por um mês e deu a ordem de marchar para o Texas, o que causou a primeira ocupação do Texas pelos Estados Unidos.

## Carreira diplomática

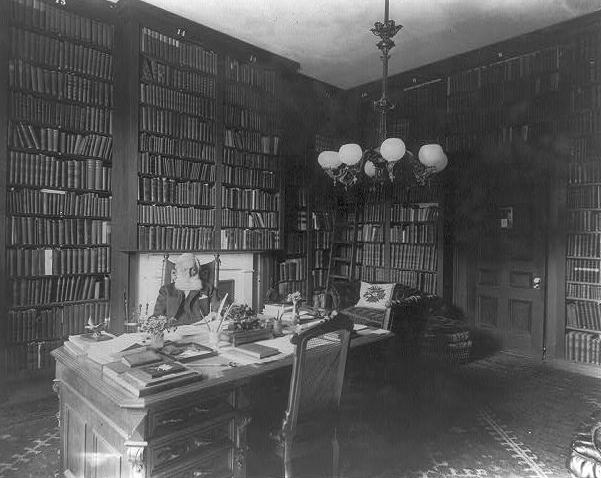
George Bancroft em seu escritório (c. 1889)

De 1846 a 1849, Bancroft foi ministro no Reino Unido da Grã-Bretanha e Irlanda, onde conseguiu convencer o ministério britânico a adotar leis mais liberais de navegação e fidelidade. Em maio de 1867, foi nomeado ministro na Prússia. Em 1868 foi credenciado para a Confederação da Alemanha do Norte e em 1871 para o Império Alemão, de onde, a seu pedido, retornou aos Estados Unidos em 1874. Enquanto ainda ministro em Berlim prestou serviços importantes no acordo com a Grã-Bretanha sobre o limite noroeste dos Estados Unidos. Na referência ao rei da Prússia, proposta por Bancroft, o argumento dos Estados Unidos e a resposta ao argumento da Grã-Bretanha foram escritos, cada palavra deles, por Bancroft. A Grã-Bretanha há muito se recusava a admitir que seus emigrantes para os Estados Unidos, seja da Grã-Bretanha ou da Irlanda, pudessem abandonar a lealdade à sua pátria e se tornarem cidadãos dos Estados Unidos. O princípio envolvido nesta questão que Bancroft discutiu com o governo da Prússia, e em um tratado obteve o reconhecimento formal do direito de expatriação à vontade do emigrante individual, e negociou com os vários estados alemães um tratado correspondente. A Inglaterra assistiu ao curso da negociação, resolvendo se conformar aos princípios que Bismarck poderia adotar para a Prússia, e seguiu-o abandonando as reivindicações de lealdade perpétua.
Após a expiração da missão inglesa em 1849, Bancroft fixou residência na cidade de Nova Iorque e continuou a trabalhar em sua "História". O terceiro volume apareceu em 1840, e os volumes 4 a 10 em intervalos de 1852 a 1874. Em 1876 o trabalho foi revisado e publicado em uma edição centenária. Os volumes 11 e 12 foram publicados primeiro sob o título "História da Formação da Constituição dos Estados Unidos" (Nova Iorque, 1882). A última edição revisada de todo o trabalho apareceu em seis volumes (Nova Iorque, 1884-1885).
Bancroft foi correspondente da Academia Real de Berlim e também do Instituto francês. Recebeu o grau de Doctor of Civil Law (DCL) da Universidade de Oxford em 1849, e Doctor Juris da Universidade de Bonn em 1868, e em setembro de 1870, celebrou em Berlim o quinquagésimo aniversário do seu primeiro grau em Göttingen. O último discurso de Bancroft foi dado na abertura da terceira reunião da American Historical Association, da qual ele foi presidente, em Washington, em 27 de abril de 1886. Bancroft está enterrado no Cemitério Rural em Worcester, Massachusetts.

## Família
Sua primeira esposa foi Sarah Dwight, de uma família rica de Springfield, Massachusetts; eles se casaram em 1827 e tiveram dois filhos. Sarah morreu em 1837. Ele fez um segundo casamento com Elizabeth Davis Bliss, uma viúva com dois filhos. Juntos eles tiveram uma filha.

## Obras

### Grandes obras
- Bancroft, George. History of the United States of America, from the Discovery of the American Continent. (Boston: Little, Brown, and company, numerosas edições em 8 ou 10 volumes 1854–1878). edição online
- Bancroft, George; Dyer, Oliver, 1824–1907. (1891) History of the Battle of Lake Erie, and Miscellaneous Papers (Nova Iorque: R. Bonner's sons) 292 pp. (American Library Association) edição online
- Bancroft, George. Martin Van Buren to the End of His Public Career. Nova Iorque: Harper & Brothers, 1889. edição online
- Bancroft, George. History of the Formation of the Constitution of the United States of America.(Nova Iorque, D. Appleton and Company, 1882, Vol 1) edição online

### Publicações menores
- An Oration Delivered on July 4, 1826, at Northampton, Mass. (Northampton, 1826)
- History of the Political System of Europe, traduzido de Heeren (1829)
- An Oration delivered before the Democracy of Springfield and Neighboring Towns, July 4, 1836 (2.ª ed., com observações preliminares, Springfield, 1836)
- History of the Colonization of the United States (Boston, 1841)
- An Oration delivered at the Commemoration, in Washington, of the Death of Andrew Jackson, June 27, 1845
- The Necessity, the Reality, and the Promise of the Progress of the Human Race
- An Oration delivered before the New York Historical Society, November 20, 1854 (Nova Iorque, 1854)
- Proceedings of the First Assembly of Virginia, 1619; Communicated, with an Introductory Note, by George Bancroft
- Collections of the New York Historical Society, segunda série, vol. iii., part i. (Nova Iorque, 1857)
- Literary and Historical Miscellanies (Nova Iorque, 1855)
- Memorial Address on the Life and Character of Abraham Lincoln, delivered at the request of both Houses of the Congress of America, before them, in the House of Representatives at Washington, on February 12, 1866 (Washington, 1866) via Archive.org
- A Plea for the Constitution of the United States of America, Wounded in the House of its Guardians
- Veritati Unice Litarem (Nova Iorque, 1886)

Entre seus outros discursos, pode-se mencionar uma palestra sobre "The Culture, the Support, and the Object of Art in a Republic," no curso da New-York Historical Society em 1852; e um sobre "The Office, Appropriate Culture, and Duty of the Mechanic." Para a American Cyclopædia Bancroft contribuiu com uma biografia de Jonathan Edwards.